# Franz Rosenthal
Franz Wilhelm Rosenthal (ur. 31 sierpnia 1914 w Berlinie, zm. 8 kwietnia 2003 w Branford, Hrabstwo New Haven, Connecticut) – niemiecko-amerykański orientalista.

## Życiorys
Franz Rosenthal urodził się 31 sierpnia 1914 roku w Berlinie. Pochodził z żydowskiej rodziny. Jego ojciec, Kurt W. Rosenthal (1973–1972), był kupcem. Jego matka nazywała się Elsa i pochodziła z rodziny Kirschstein (1886–1959). Franz był ich drugim dzieckiem, miał starszego brata. Brat Franza zmarł w trakcie wojny w Auschwitz. Rodzice Franza uciekli w 1939 roku do Holandii, gdzie ukrywali się do końca II wojny światowej. W 1946 roku wyemigrowali do Stanów Zjednoczonych.
Franz uczęszczał do liceum humanistycznego w berlińskiej dzielnicy Wilmersdorf. W 1932 roku zdał w niej również maturę. Tego samego roku rozpoczął studia na Uniwersytecie Berlińskim, gdzie studiował filologię klasyczną oraz języki i cywilizacje orientalne. W 1935 roku uzyskał stopień doktora, pisząc rozprawę na temat inskrypcji palmyreńskich, opublikowaną w następnym roku. Po roku nauczania we Florencji we Włoszech w szkole dla uchodźców z Niemiec, został wykładowcą w seminarium rabinackim w Berlinie. W 1938 roku ukończył historię studiów aramejskich, za co otrzymał Medal i Nagrodę Lidzbarskiego, ale nagroda pieniężna została mu wstrzymana, ponieważ był Żydem.
W 1938 roku opuścił Niemcy i udał się do Szwecji, gdzie został zaproszony przez szwedzkiego historyka religii Henryka Samuela Nyberga. Będąc wtedy w miejscowości Uppsala, upomniał się o swoją nagrodę pieniężną, jednak nadaremnie. Stamtąd udał się do Anglii i do Stanów Zjednoczonych przybył ostatecznie 5 lutego 1940 roku, otrzymawszy zaproszenie do dołączenia do wydziału Hebrew Union College w Cincinnati (HUC), Ohio. W podróży do Stanów Zjednoczonych pomogła mu jedna z żydowskich organizacji uchodźców. W porównaniu do jego poprzedników, Franz uciekał przez Szwecję, a nie przez Francję.
W 1943 roku został obywatelem USA i wcielony do tamtejszej armii. Po podstawowym szkoleniu dołączył do Office of Strategic Services (OSS) w Waszyngtonie.
Po wojnie powrócił do pracy akademickiej, najpierw na HUC, a w 1948 roku przeniósł się na Uniwersytet Pensylwanii, gdzie uczył języka arabskiego. Wypłata Rosenthala musiała być negocjowana z ówczesnym dziekanem, kierunek nauczany przez Rosenthala nie cieszył się przychylnością administracji. W 1956 roku został mianowany Louis M. Rabinowitz Professur of Semitic Languages in Yale University (profesorem języków semickich im. Louisa M. Rabinowitza na Uniwersytecie Yale). W 1967 roku uzyskał stopień akademicki Sterling Professor, a w 1985 roku tytuł profesor emeritus.
Franz Rosenthal zmarł 8 kwietnia 2003 roku w Branford w stanie Connecticut po długiej chorobie.

## Życie prywatne
Franz Rosenthal przez całe życie nie miał żony. Po wyemigrowaniu jego rodziców do Stanów Zjednoczonych żył przez wiele lat wspólnie ze swoim ojcem, który zmarł w 1972 roku w wieku 99 lat. Często odwiedzał Europę, a swoje ferie chętnie spędzał w Szwajcarii. Jedynym luksusem, na który sobie pozwalał, były książki, niewiele i przeważnie pierwsze wydania.

## Twórczość
Prace napisane przez Franza Rosenthala były w większości bardzo rozbudowanymi i obszernymi monografiami. Pisał według schematów znanych mu z pracy w Niemczech: zaczynał badaniem pola semantycznego, następnie przechodził do semiotyki, a kończył na etymologii. W swoich tekstach chciał utrzymywać porządek bez nadmiernego upraszczania i pisał je encyklopedycznie. Tytuły jego pierwszych prac, np. „A History of Muslim Historiography” (1952) lub „Humor in Early Islam” (1956), obiecywały, z perspektywy odbiorców, czytelnikom więcej, niż ostatecznie ofiarowały. Amerykańscy czytelnicy Rosenthala byli rozczarowani. Natomiast muzułmańscy czytelnicy byli szczęśliwi, że są blisko swojej tradycji. Dlatego dwie książki Rosenthala, „Histography” (1963) i „Concept of Freedom” (1978), zostały przetłumaczone na język arabski, a w 1997 „Humor in Early Islam” na język turecki.
Poniżej znajduje się kilka ze wszystkich napisanych przez Franza Rosenthala prac i książek.
- Die aramaistische Forschung seit Th. Nöldeke's Veröffentlichungen, 1939
- The Technique and Approach of Muslim Scholarship, 1947
- A History of Muslim Historiography, 1952
- Ishaq b. Hunayn’s Ta’rih al-attiba (= Opracowany i przetłumaczony przez Ibn Ğulğul: Tabaqāt al-atibbā` wa-l-hukamā. arab. ‏طبقات الأطباء والحكماء‎ W: Oriens. 7, 1954, S. 55–80).
- Humor in Early Islam, Brill, Leiden 1956, nowowydane przez Brill, Lejda 2011, ze wstępem napisanym przez Geert Jan van Gelder
- Tłumaczenie i komentarz Ibn Chaldūna: The Muqaddimah: An Introduction to History. 3 tom. Nowy Jork 1958
- The Muslim Concept of Freedom Prior to the Nineteenth Century, 1960
- A Grammar of Biblical Aramaic, 1961
- Das Fortleben der Antike im Islam, Zürich/Stuttgart 1965
  - engl.: The Classical Heritage in Islam, Londyn 1975, nowowydany przez Routledge w 1994, ISBN 0-415-07693-5
- An Aramaic Handbook, 1967
- Knowledge Triumphant: The Concept of Knowledge in Medieval Islam, Brill, Lejda 1970, nowowydany przez Brill, Leiden 2006, mit einer Einleitung von Dimitri Gutas
- The Herb. Hashish versus Medieval Muslim Society, 1971
- Sweeter Than Hope: Complaint and Hope in Medieval Islam, 1983
- Tłumaczenie At-Tabariego: General Introduction, And, From the Creation to the Flood, 1985
- Muslim Intellectual and Social History, Variorum, Aldershot 1990
- Man versus Society in Medieval Islam (= Brill Classics in Islam 7), ed. by Dimitri Gutas, Brill, Lejda & Boston 2014. ISBN 978-90-04-27088-6